# سرعت گریز از طول عمر

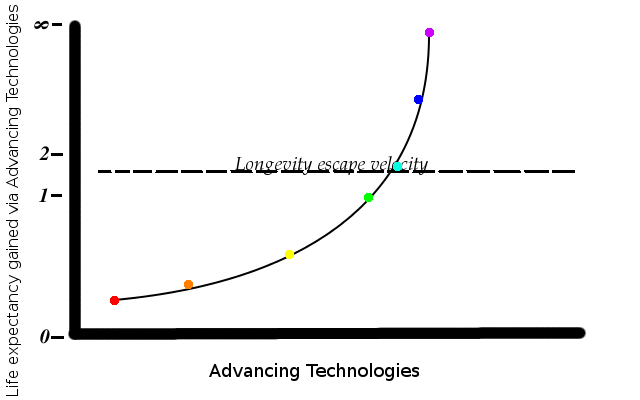
نخستین ۱۰۰۰ساله، احتمالاً تنها ۱۰ سال از نخستین ۱۵۰ساله جوان‌تر است. – اوبری دو گری

در جنبش افزایش طول عمر، سرعت گریز از طول عمر (به انگلیسی: Longevity Escape Velocity)، سرعت گریز اکچوئری (Actuarial escape velocity) یا سرعت گریز زیست‌شناختی (Biological escape velocity)، وضعیتی فرضی است که در آن امید به زندگی باقی‌مانده (نه امید به زندگی در بدو تولد) بیشتر از زمانی است که در حال گذشتن است. به عنوان نمونه، در سال معینی که در آن سرعت گریز از طول عمر حفظ می‌شود، پیشرفت‌های فناوری امید به زندگی باقی‌مانده افراد را بیش از سالی که گذشت افزایش می‌دهد. این اصطلاح به عنوان قیاسی با مفهوم سرعت گریز در فیزیک است که حداقل سرعت مورد نیاز برای دور شدن نامحدود یک جسم از جسم گرانشی با وجود نیروی گرانشی است که جسم را به سوی بدن می‌کشد.
پژوهش‌های طول عمر موش بیشترین کمک را به شواهد قطعی دربارهٔ این موضوع داشته‌است، زیرا موش‌ها تنها در چند سال می‌توانند نتایج پژوهش‌ها را به نتیجه برسانند.